# Puesta de quilla

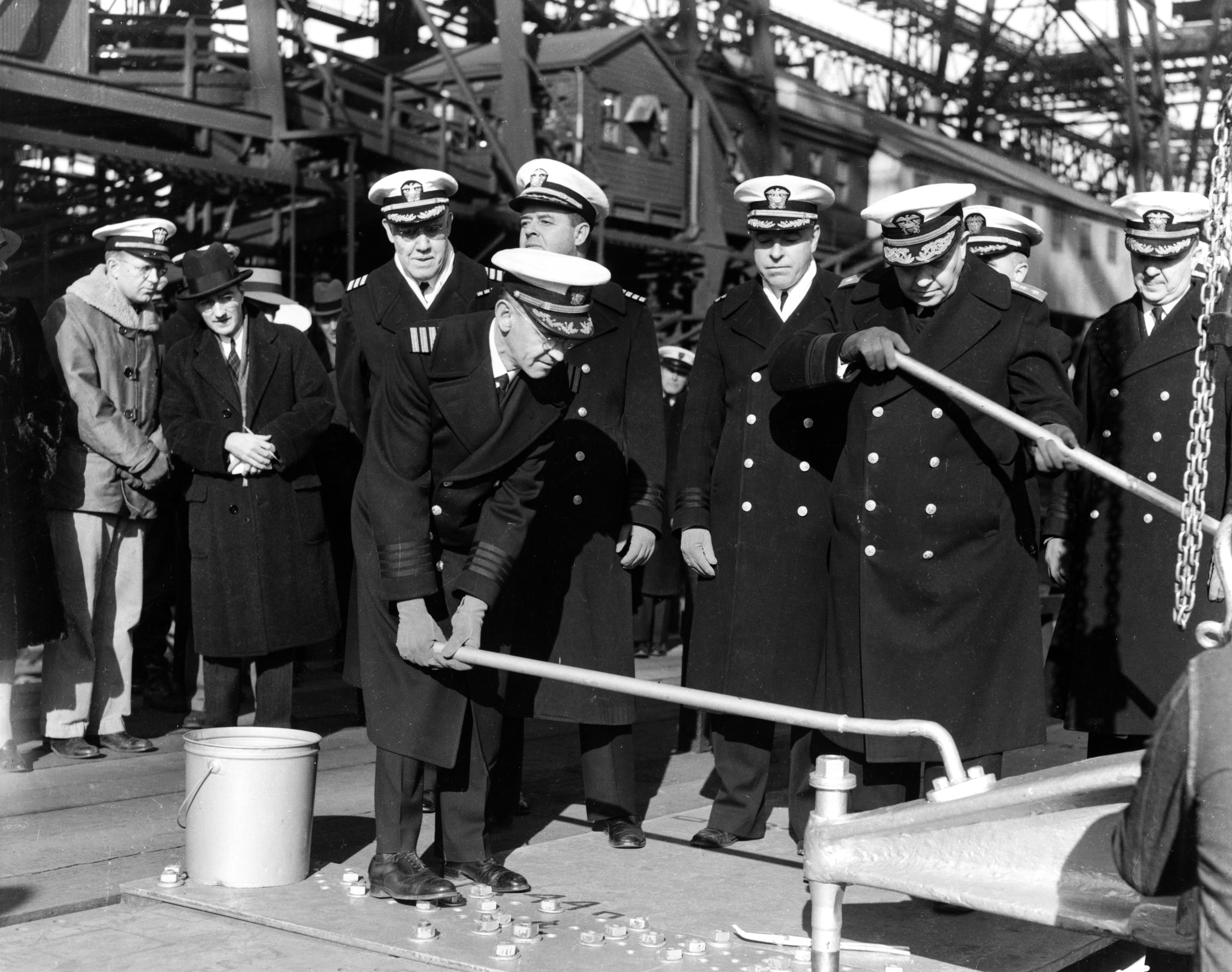
Puesta de quilla del USS Missouri (BB-63), 1941

La puesta de quilla o colocación de la quilla es el acto formal que da inicio a la construcción de una nave. Usualmente ocurre en el marco de una ceremonia que cuenta con la presencia de representantes del astillero naval y de los propietarios de la nave.
La puesta de quilla es uno de los cuatro eventos especiales en la vida de una nave, los otros son la "botadura", "puesta en servicio" y "baja". Inicialmente, el evento conocido como puesta de quilla consistía en la colocación inicial del madero central que conformaba la "columna" de la nave, llamada quilla. Cuando las naves de acero reemplazaron a las de madera, el madero central dio paso a una manga central de acero. Las modernas naves son ahora mayormente construidas con base en una serie de secciones modulares prefabricadas que formarán el futuro casco, más que alrededor de una única quilla. En consecuencia, el evento reconocido como "puesta de quilla" suele ser la primera unión de los componentes modulares o la colocación del primer módulo en el lugar del astillero desinado a la construcción de la nave. 

## Tradiciones

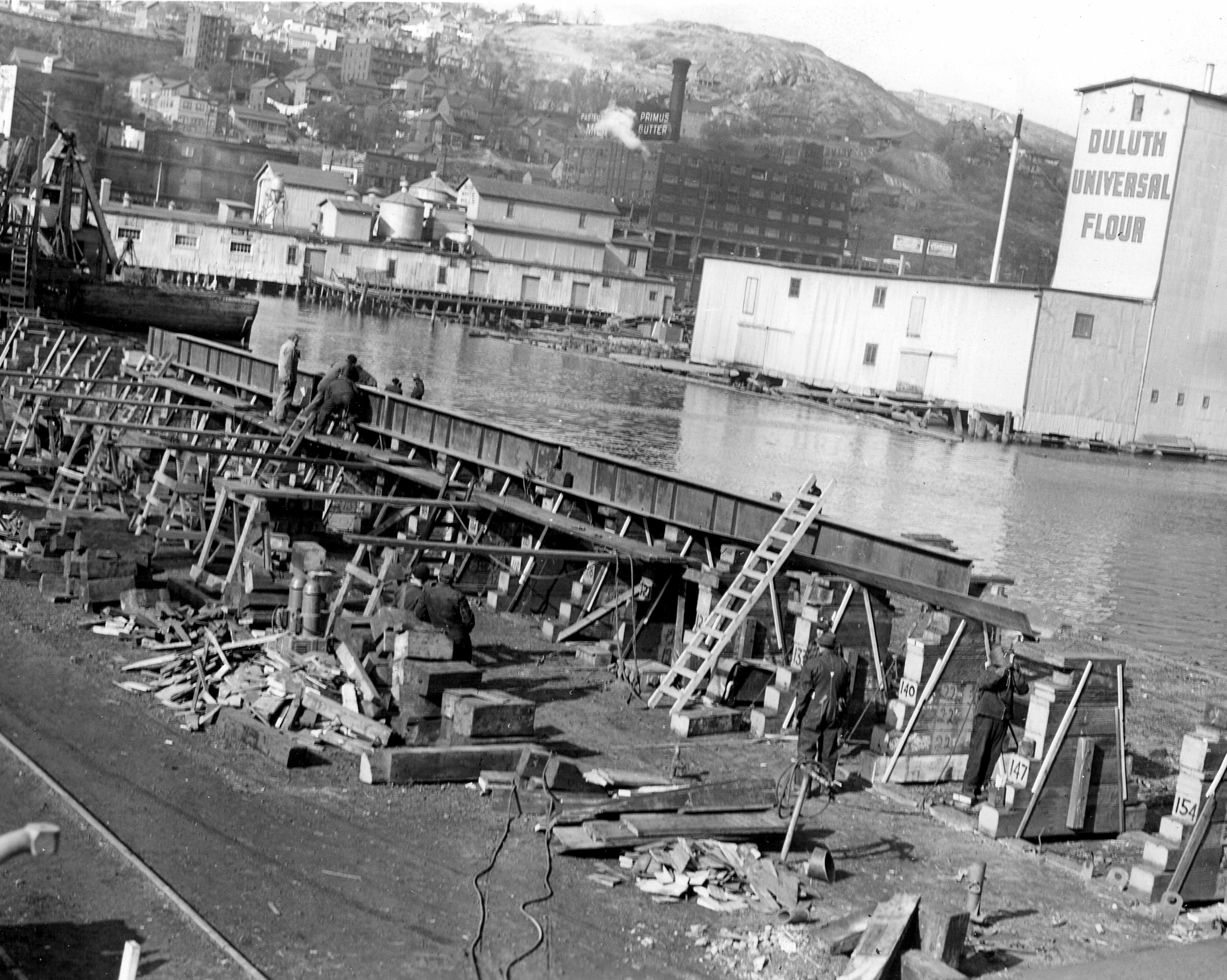
Colocación de la quilla del USCGC Mariposa. Zenith Dredge Corporation, Duluth, MN, octubre de 1943.

Las tradiciones navales relacionadas con la colocación de la quilla, que se remontan a la época de los navíos de madera, suponen la idea de traer suerte a la nave en construcción así como a sus futuros capitanes y tripulaciones. Una de estas tradiciones es la llamada ceremonia de la moneda que consiste en la colocación de una moneda en la quilla a efectos de construir la nave sobre ésta, escogiéndose al más joven aprendiz del astillero para colocarla. La ceremonia de la moneda es algo de lo que participan tanto los barcos comerciales de transporte de mercancías, como los de pasajeros y también los militares, e incluso los submarinos.